# Metanephrops formosanus
Metanephrops formosanus is een kreeftensoort uit de familie van de Nephropidae. De wetenschappelijke naam van de soort is voor het eerst geldig gepubliceerd in 1987 door Chan & Yu.